# 信平和也
信平 和也（のぶひら かずや、1981年12月9日 - ）は、神奈川県川崎市多摩区出身の元プロバスケットボール選手である。日本男子プロバスケットボールリーグbjリーグの東京アパッチに所属していた。192cm、85kg。埼玉ブロンコスの信平優希（現姓：佐々木）は実弟。

## 来歴
小学校4年生頃にバスケットボールを始める。中野島中学校を卒業後は都内の名門國学院久我山高に進学。大学は國學院大學に進学。
大学卒業後、いくつかのクラブチームを経て2005年、東京アパッチに入団。
2008年退団。